# Fernando Lopes
Fernando Lopes (ur. 28 grudnia 1935 w Maçãs de Dona Maria, Alvaiázere, zm. 2 maja 2012 w Lizbonie) – portugalski reżyser filmowy.

## Życiorys
Był jednym z czołowych reżyserów portugalskiego nurtu Cinema Novo. W latach 1959–1961 studiował w Londyńskiej Szkole Filmowej. Jego kariera rozpoczęła się w 1961 roku filmem As Pedras e o Tempo. Po powrocie do Portugalii wyreżyserował kultowy dokument Belarmino (1964), dziś uważany za jedno z jego najlepszych dzieł i klasyk portugalskiego modernizmu. Później powstały także chwalone przez krytyków A Bee in the Rain (1972), Nós Por Cá Todos Bem (1978), Crónica dos Bons Malandros (1984), Matar Saudades (1987) i O Fio do Horizonte (1993). W 1998 roku wyreżyserował dokument Lissabon Wuppertal Lisboa poświęcony powstawaniu spektaklu Piny Bausch Masurca Fogo. W kolejnej dekadzie powstały filmy O Delfim (2002) i Lá Fora (2004), oba z udziałem Alexandry Lencastre i Rogéria Samory. W 2009 roku nakręcił jeszcze Os sorrisos do destino, a w 2012 Em Câmara Lenta. 

## Nagrody
- 2008 - Nagroda Specjalna za całokształt twórczości na festiwalu filmowym Fantasporto[3].

## Wybrana filmografia[1]
- 1961 - As Pedras e o Tempo
- 1962 - As Palavras e os Fios
- 1964 - Belarmino
- 1971 - Uma Abelha na Chuva
- 1975 - As Armas e o Povo - colectivo
- 1975 - Cantigamente Nº1 (TV)
- 1976 - Nós Por Cá Todos Bem
- 1984 - Crónica dos Bons Malandros
- 1988 - Matar Saudades
- 1993 - O Fio do Horizonte
- 2002 - O Delfim
- 2004 - Lá Fora
- 2006 - 98 Octanas
- 2009 - Os Sorrisos do Destino
- 2012 - Em Câmara Lenta